# Усадьба Шаховского — Краузе — Осиповских
Усадьба Я. П. Шаховского — И. И. Краузе — Осиповских (также Шаховских — Краузе — Осиповских) — памятник архитектуры в Москве. Адрес усадьбы: улица Воздвиженка, дом 18/9 (угол с Нижним Кисловским переулком).

## История
Здание многократно меняло владельцев и перестраивалось.
Дом был сооружён в 1783 году князем Я. П. Шаховским. Архитектор первоначального здания неизвестен. С 1793 по 1842 год домом владел его сын Алексей, при котором дом перестраивался в 1810—1820-х гг. С 1842 году владение купил врач И. И. Краузе. В 1852 году фасадное оформление дома было изменено архитектором Н. Я. Козловским под стиль рококо. Первый этаж был приспособлен под магазины, верхние этажи — под жилые квартиры. А в 1868 году усадьбу купил другой известный врач, Д. Т. Осиповский. Когда в 1878 году Осиповский получил дворянство, герб Осиповских был размещён на фронтоне дома.
В доме в 1900—1917 гг. проживала родственница Осиповских Е. Г. Вареникова, ставшая прототипом героинь нескольких рассказов А. П. Чехова.
В конце XX века дом вновь подвергся перестройкам: северное крыло здания отстроено заново симметрично южному, тогда как изначально оно было ниже, как видно на старых фотографиях. Была также снесена пристройка вдоль Воздвиженки.
В настоящее время дом занимает Россотрудничество.

## Архитектурные особенности
Трёхэтажный дом имеет П-образную форму. Парадный въезд в усадьбу, окружённый строением — со стороны Нижнего Кисловского переулка. Фасад по Воздвиженке ориентирован по старой красной линии улицы и отклоняется от её современного направления.
Фасады оформлены в стилистике рококо: окна украшены полукруглыми наличниками, над окнами второго этажа расположены сложные композиции из цветочных гирлянд, раковин и волют.